# Brand New Cherry Flavor
Brand New Cherry Flavour est une série télévisée américaine créée par Nick Antosca et Lenore Zion basée sur le roman du même nom de Todd Grimson. La série a été lancée sur Netflix le 13 août 2021,.

## Synopsis
La série se déroule dans les années 1990. La jeune réalisatrice Lisa Nova souhaite réaliser un long métrage dont elle a déjà écrit le scénario. Ce projet intéresse Lou Burke, producteur qui eut son heure de gloire à Hollywood et qui signe un contrat avec Lisa, acquérant les droits de son film. Lorsque Burke esquisse une tentative de drague, il se fait rabrouer par Lisa, mais récidive peu de temps après. À la suite de son refus, il désigne un autre réalisateur et agresse physiquement la jeune femme. Cette dernière se rapproche de Boro, une sorcière mystérieuse qui propose de la venger de Burke avec l'aide de la magie noire. Lisa accepte presque sans hésitation, sans comprendre avec quelle force sombre et dangereuse elle a conclu un accord.

## Distribution

### Acteurs principaux
- Rosa Salazar (VF : Elisabeth Ventura) : Lisa Nova
- Catherine Keener (VF : Déborah Perret) : Boro
- Eric Lange (VF : Lionel Tua) : Lou Burke
- Jeff Ward (en) (VF : Jim Redler) : Roy Hardaway

### Acteurs secondaires
- Manny Jacinto (VF : Antoine Schoumsky) : Code
- Hannah Levien (VF : Marie Bouvet) : Christine
- Leland Orser : Mike Nathans
- Patrick Fischler (VF : Franck Capillery) : Alvin Sender

## Épisodes
1. J'existe (I Exist)
2. À rebrousse-poil (Hair of the Dog)
3. Comme un pétard mouillé (Roman Candle)
4. Le smoothie aux têtards (Tadpole Smoothie)
5. Jennifer
6. Un bain si profond (Milk Bath)
7. L'œuf et la sueur (Egg)
8. Corps à prendre (Bodies)